# Atlantoraja castelnaui
Atlantoraja castelnaui е вид хрущялна риба от семейство Arhynchobatidae. Видът е застрашен от изчезване.

## Разпространение и местообитание
Разпространен е в Аржентина, Бразилия (Рио де Жанейро) и Уругвай.
Среща се на дълбочина от 10 до 100 m, при температура на водата от 7,4 до 21,2 °C и соленост 33,1 – 36,4 ‰.

## Описание
На дължина достигат до 1,3 m.
Популацията на вида е намаляваща.